# Il matrimonio di Figaro (film)
Il matrimonio di Figaro è un  mediometraggio muto italiano pubblicato nel 1913 e diretto da Luigi Maggi.